# ينغجة دليغانلو
ينغجة دليغانلو هي قرية في مقاطعة ميانة، إيران. عدد سكان هذه القرية هو 374 في سنة 2006.